# Jesús Rubio García-Mina
Jesús Rubio García-Mina (Pamplona, 15 d'agost de 1908 - Madrid, 13 de juliol de 1976), de procedència falangista, fou un catedràtic de Dret Mercantil, lletrat de les Corts i Ministre d'Educació del règim franquista.

## Biografia
Va estudiar Dret a Madrid i va obtenir premi extraordinari de doctorat. Va ampliar els seus estudis a les universitats de Viena, Múnic i París, després de la qual cosa va ingressar per oposició, amb el número u de la seva promoció, en el cos de lletrats de les Corts espanyoles.
Va ser catedràtic de dret mercantil en la Universitat de Madrid.
Va ser Ministre d'Educació del règim de Franco entre 1956 i 1962, substituint Joaquín Ruiz-Giménez Cortés, defenestrat pel seu enfrontament amb el ministre de Governació a causa dels disturbis estudiantils de 1956. A compte dels fets, Rubio García-Mina va pronunciar el seu famós «estudiants, a estudiar», convertit en lema habitual del règim contra qualsevol agitació estudiantil. Posteriorment fou President del Tribunal de Defensa de la Competència. Dins del Règim de Franco va estar adscrit a Falange. De fet era militant de l'organització des d'abans de la Guerra Civil (els coneguts com «camises velles»)
Va ser vocal i president del Reial Patronat del Museu del Prado, conseller del Banc d'Espanya, vicepresident del Patronat de Museus i membre de la Reial Acadèmia de Jurisprudència i Legislació.
És autor d'una Introducción al Derecho mercantil publicada en 1969.